# 拉盖讷
拉盖讷（法語：Laguenne，法語發音：[lagɛn]）是法国科雷兹省的一个旧市镇，属于蒂勒区。该旧市镇总面积7.01平方公里，2009年时的人口为1,332人。

## 人口
拉盖讷人口变化图示